# Ștorobăneasa (gmina)
Ștorobăneasa – gmina w Rumunii, w okręgu Teleorman. Obejmuje miejscowości Beiu i Ștorobăneasa. W 2011 roku liczyła 3101 mieszkańców. 